# Шасе ле Кан
Шасе ле Кан (фр. Chassey-le-Camp) насеље је и општина у источном делу централне Француске у региону Бургоња, у департману Саона и Лоара која припада префектури Шалон сир Саон.
По подацима из 2011. године у општини је живело 322 становника, а густина насељености је износила 37,35 становника/km². Општина се простире на површини од 8,62 km². Налази се на средњој надморској висини од 357 метара (максималној 432 m, а минималној 216 m).

## Демографија
| 1962. | 1968. | 1975. | 1982. | 1990. | 1999. | 2011. |
| ----- | ----- | ----- | ----- | ----- | ----- | ----- |
| 222   | 248   | 221   | 238   | 257   | 277   | 322   |

График промене броја становника у току последњих година